# Spilosoma dubia
Spilosoma dubia là một loài bướm đêm thuộc phân họ Arctiinae, họ Erebidae.